# Botanophila fanjingensis
Botanophila fanjingensis är en tvåvingeart som beskrevs av Wei 2006. Botanophila fanjingensis ingår i släktet Botanophila och familjen blomsterflugor. Inga underarter finns listade i Catalogue of Life.